# كلية الثالوث الأقدس
كلية الثالوث الأقدس (الاسم الكامل: كلية الثالوث الأقدس غير المقسم في جامعة أكسفورد، التابعة لتأسيس السير توماس بوب (فارس)، هي إحدى الكليات التأسيسية لجامعة أكسفورد في إنجلترا. تأسست عام 1555 على يد السير ثوماس بوب [الإنجليزية] على أرض كانت تشغلها سابقًا كلية دورهام (موطن الرهبان البينديكتين من كاتدرائية دورهام).
على الرغم من حجمها الكبير، إلا أن الكلية صغيرة نسبيًا من حيث عدد الطلاب الذي يبلغ حوالي 400 طالب. تأسست في الأصل ككلية للرجال ثم تحولت إلى مؤسسة تعليمية مختلطة منذ عام 1979. اعتبارًا من عام 2022، بلغ إجمالي الموارد المالية للكلية 212 مليون جنيه إسترليني، بما في ذلك هبة مالية قدرها 181 مليون جنيه إسترليني.
شهدت كلية الثالوث الأقدس طوال تاريخها ظهور ثلاثة رؤساء وزراء بريطانيين من بين خريجيها، مما جعلها في المرتبة الثالثة بعد كنيسة المسيح وباليول من حيث الطلاب السابقين الذين شغلوا هذا المنصب.